# Navy Metal Night
Navy Metal Night (рус. Ночь Морского Металла) — концертный альбом группы U.D.O., записанный с симфоническим оркестром в 2014 году и выпущенный в 2015 году.

## Об альбоме
Альбом был записан в феврале 2014 года в ходе грандиозного шоу группы U.D.O., которая на этот раз выступала в сопровождении симфонического оркестра Marinemusikkorps Nordsee военно-морских сил Германии; музыканты оркестра в ходе шоу были одеты в полную морскую военную форму.
По словам Удо Диркшнайдера:
Я был просто поражён всем этим событием; это похоже на мечту, которая исполнилась. Это на самом деле больше, чем можно выразить словами. Этот DVD будет чем-то особенным для меня, определённо пиком моей карьеры. 
Оригинальный текст (англ.)I was simply overwhelmed by the whole event; it’s like a dream came true…It’s really more than words can say. This DVD will be something special to me, definitely a highlight of my career 
Альбом реализовывался AFM Records в комплекте из трёх дисков: один из них DVD или Blue-ray и двойной компакт-диск . Синглы не выпускались.
Группа выступит с тем же концертом на фестивале Wacken Open Air, только уже в сопровождении немецкого федерального оркестра вооружённых сил.
Открывающая альбом композиция Das Boot - версия саундтрека Auslaufen к фильму Подводная лодка (1981). Песня Dancing with an Angel исполнена, как и в оригинале, дуэтом с Доро Пеш. Во вступлении перед Trainride in Russia (Poezd po rossii) звучит сначала сыгранная на акустической гитаре песня «Постой, паровоз, не стучите колёса…», а затем Калинка.

## Список композиций
DVD/Blu-ray
| №   | Название                                | Из альбома             | Длительность |
| --- | --------------------------------------- | ---------------------- | ------------ |
| 1.  | «Das Boot (Intro)»                      |                        |              |
| 2.  | «Future Land»                           | Faceless World (1990)  |              |
| 3.  | «Independence Day»                      | Solid (1997)           |              |
| 4.  | «Animal Instinct»                       | Man and Machine (2002) |              |
| 5.  | «The Hall of the Mountain King»         |                        |              |
| 6.  | «Heart of Gold»                         | Faceless World (1990)  |              |
| 7.  | «Man and Machine»                       | Man and Machine (2002) |              |
| 8.  | «Dancing with an Angel»                 | Man and Machine (2002) |              |
| 9.  | «Faceless World»                        | Faceless World (1990)  |              |
| 10. | «Ride»                                  |                        |              |
| 11. | «Days of Hope and Glory»                | Rev-Raptor (2011)      |              |
| 12. | «Cut Me Out»                            | Holy (1999)            |              |
| 13. | «Trainride in Russia (Poezd po Rossii)» | Thunderball (2004)     |              |
| 14. | «Stillness of Time»                     | Dominator (2009)       |              |
| 15. | «King of Mean»                          | Steelhammer (2013)     |              |
| 16. | «Book of Faith»                         | Steelhammer (2013)     |              |
| 17. | «Animal House»                          | Animal House (1987)    |              |

CD 1
| №   | Название                        | Из альбома             | Длительность |
| --- | ------------------------------- | ---------------------- | ------------ |
| 1.  | «Intro (Das Boot)»              |                        | 0:46         |
| 2.  | «Das Boot»                      |                        | 4:58         |
| 3.  | «Future Land»                   | Faceless World (1990)  | 7:09         |
| 4.  | «Independence Day»              | Solid (1997)           | 5:40         |
| 5.  | «Animal Instinct»               | Man and Machine (2002) | 4:21         |
| 6.  | «The Hall of the Mountain King» |                        | 3:28         |
| 7.  | «Heart of Gold»                 | Faceless World (1990)  | 4:55         |
| 8.  | «Man and Machine»               | Man and Machine (2002) | 6:13         |
| 9.  | «Dancing with an Angel»         | Man and Machine (2002) | 4:54         |
| 10. | «Faceless World»                | Faceless World (1990)  | 6:39         |

CD 2
| №   | Название                                | Из альбома          | Длительность |
| --- | --------------------------------------- | ------------------- | ------------ |
| 1.  | «Ride»                                  |                     | 4:08         |
| 2.  | «Days of Hope and Glory»                | Rev-Raptor (2011)   | 5:15         |
| 3.  | «Cut Me Out»                            | Holy (1999)         | 5:07         |
| 4.  | «Trainride in Russia (Poezd po Rossii)» | Thunderball (2004)  | 7:37         |
| 5.  | «Stillness of Time»                     |                     | 6:44         |
| 6.  | «King of Mean»                          | Steelhammer (2013)  | 6:56         |
| 7.  | «Book of Faith»                         | Steelhammer (2013)  | 6:25         |
| 8.  | «Animal House»                          | Animal House (1987) | 4:52         |
| 15. | Без названия                            | Dominator (2009)    |              |

## Участники записи
- Удо Диркшнайдер — вокал
- Андрей Смирнов — гитара
- Каспери Хейккинен — гитара
- Фитти Винхольд — бас-гитара
- Франческо Джовино — ударные